# Kolgunisi, Sorab
Kolgunisi là một làng thuộc tehsil Sorab, huyện Shimoga, bang Karnataka, Ấn Độ.